# Phyllodactylus johnwrighti
Espèce
Phyllodactylus johnwrighti est une espèce de geckos de la famille des Phyllodactylidae.

## Répartition
Cette espèce est endémique de la région de Cajamarca au Pérou.

## Étymologie
Cette espèce est nommée en l'honneur de John William Wright.

## Publication originale
- Dixon & Huey, 1970 : Systematics of the lizards of the Gekkonid genus Phyllodactylus on mainland South America. Los Angeles County Museum Contributions in Science, no 192, p. 1-78.